# Corsarios (FAA)
Corsarios es un equipo de fútbol americano de Argentina. Creado en el año 2006 forma parte de la Liga Football Americano Argentina. En su haber, tiene 5 campeonatos ganados. El primero obtenido en el 2010 con una marca de 7-3 en temporada regular, y finalizando el año con un invicto de 9 partidos. El Segundo obtenido en el 2012 con una marca de 3-2 en temporada regular (muchos partidos se suspendieron debido a problemas con el Club Comunicaciones), y finalizando el año con un invicto de 6 partidos. Ganaron el tercero en 2015 con una marca de 5-5 en temporada regular. En 2016 se volvieron a consagrar campeones por segundo año consecutivo, con un récord de 8-1 y una victoria 33-8 sobre Tiburones, el mismo rival de la final anterior. Por último, en 2017 logró el pentacampeonato, consagrándose por tercera vez consecutiva (ambos récords de la Liga Football Americano Argentina), derrotando por 28-27 a Osos Polares.

## Historial
| Temporada | Liga  | Temporada regular | Temporada regular | Temporada regular | Temporada regular | Temporada regular | Temporada regular | Postemporada |
| Temporada | Liga  | Finalizó          | Ganados           | Perdidos          | Empatados         | Puntos a Favor    | Puntos en Contra  | Postemporada |
| --------- | ----- | ----------------- | ----------------- | ----------------- | ----------------- | ----------------- | ----------------- | --- |
| 2006      | Faarg | 4.º               | 0                 | 0                 | 0                 | 0                 | 0                 | Pierde semifinal contra Legionarios |
| 2007      | Faarg | 5.º               | 0                 | 0                 | 0                 | 0                 | 0                 | |
| 2008      | Faarg | 5.º               | 0                 | 0                 | 0                 | 0                 | 0                 | |
| 2009      | Faarg | 5.º               | 0                 | 0                 | 0                 | 0                 | 0                 | |
| 2010      | Faarg | 1.º               | 7                 | 3                 | 0                 | 0                 | 0                 | Derrota en semifinales a Legionarios (26–20) Tazon Austral VI derrota a Jabalíes (36–06) Logra su primer campeonato                                                      |
| 2011      | Faarg | 6.º               | 3                 | 6                 | 0                 | 0                 | 0                 | |
| 2012      | Faarg | 3.º               | 3                 | 2                 | 0                 | 106               | 76                | Derrota en semifinales a Osos Polares (25–22) Tazon Austral VIII derrota a Cruzados (20–19) Logra su segundo campeonato                                                  |
| 2013      | Faarg | 3.º               | 7                 | 3                 | 0                 | 257               | 191               | Pierde en semifinales ante Cruzados |
| 2014      | Faarg | 2.º               | 8                 | 2                 | 0                 | 163               | 151               | Pierde en semifinales ante Tiburones |
| 2015      | Faarg | 3.º               | 5                 | 5                 | 0                 | 235               | 257               | Derrota en semifinales a Cruzados (40-6) Tazon Austral XI derrota a Tiburones (28–26) Logra su tercer campeonato                                                         |
| 2016      | Faarg | 1.º               | 8                 | 1                 | 0                 | 256               | 114               | Derrota en semifinales a Osos Polares (29-13) Tazon Austral XII derrota a Tiburones (33–8) Logra su cuarto campeonato                                                    |
| 2017      | Faarg | 1.º               | 9                 | 1                 | 0                 | 190               | 82                | Derrota en semifinales a Cruzados (41-14) Tazon Austral XIII derrota a Osos Polares (28–27) Logra su quinto campeonato                                                   |
| 2018      | Faarg | 1.º               | 7                 | 2                 | 1                 | 315               | 144               | Derrota en semifinales a Osos Polares (27-7) Tazon Austral XIV cae ante Jabalíes (27-14) Pierde su primera final                                                         |
| 2019      | Faarg | 3.º               | 6                 | 4                 | 0                 | 251               | 135               | Derrota en semifinales a Tiburones (7-6) Tazon Austral XV cae ante Jabalíes (17-7) Pierde su segunda final consecutiva Federico Poy gana el MVP Ofensivo de la Temporada |

## Premios
| Número | Nombre                  | Posición | Distinción            |
| ------ | ----------------------- | -------- | --------------------- |
| 83     | Federico Poy            | WR-CB    | Novato del año 2008   |
| 11     | Federico Poy            | QB-CB    | MVP Ofensivo 2010     |
| 11     | Federico Poy            | QB-CB    | MVP de la Final 2010  |
| 11     | Federico Poy            | QB-CB    | MVP de temporada 2010 |
| 54     | Juan Cruz Elizalde      | FB-DT    | Novato del año 2010   |
| 11     | Federico Poy            | QB       | MVP Ofensivo 2012     |
| 11     | Federico Poy            | QB       | MVP de la Final 2012  |
| 11     | Federico Poy            | QB       | MVP de temporada 2012 |
| 04     | Daniel Andreotti        | DE       | MVP Defensivo 2012    |
| 11     | Federico Poy            | QB       | MVP Ofensivo 2013     |
| 11     | Federico Poy            | QB       | MVP Ofensivo 2016     |
| 11     | Federico Poy            | QB       | MVP de temporada 2016 |
| 50     | Miguel Martin y Herrera | LB       | Novato del año 2016   |
| 11     | Federico Poy            | QB       | MVP Ofensivo 2018     |
| 83     | Tomas Kouba             | WR-CB    | MVP de temporada 2018 |
| 11     | Federico Poy            | WR       | MVP Ofensivo 2019     |

## Historia
Corsarios es un equipo de fútbol americano de Argentina. Creado en el año 2006 forma parte de la Liga Football Americano Argentina. En su haber tiene 5 títulos (con lo que ostenta el récord de mayor cantidad hasta la fecha), de los cuales obtuvo 3 de manera consecutiva (siendo el único en lograr este hito).
El primer Tazón Austral fue obtenido en el 2010; en donde con una marca de 7-3 en temporada regular, llegaron a playoffs. Allí vencieron a Legionarios en semifinales, y aplastaron a Jabalíes en la final, finalizando el año con un invicto de 9 partidos
El segundo fue en el 2012. Con una marca de 3-2 en temporada regular (muchos partidos se suspendieron debido a problemas con el Club Comunicaciones), se realizó por primera vez una postemporada de 6 equipos, con rondas de wildcard. Por lo que la travesía de Corsarios para hacerse con el título consto de 3 encuentros: Wildcard vs Legionarios, Semifinales vs Osos Polares, Final vs Cruzados. En este último, frente al invicto Cruzados, lograron una agónica victoria por 20-19 anotando faltando tan solo 6 segundos para que finalice el encuentro.
Ganaron el tercero en 2015, habiendo clasificado a playoffs como #3 con un récord de 5-5. Tras haber vapuleado a Cruzados por 40-6 en semis, llegaban a la final nuevamente contra un invicto, en este caso Tiburones. Una vez más llegando como los no favoritos, lograban hacerse con un nuevo Tazón por un muy apretado resultado de 28 a 26.
En 2016 se consagraron campeones por segundo año consecutivo, con un récord de 8-1 en temporada regular. Luego de un complicado enfrentamiento en semifinales ante Osos Polares, llegaban a la final en una reedición de la final del 2015. Solo que esta vez era Corsarios quien llegaba como favorito por sobre Tiburones. Con una victoria contundente de 33-8 no dejaban dudas de que estos años eran totalmente dominados por la franquicia pirata.
Al año siguiente se clasificaban a playoffs por sexto año consecutivo, esta vez como #1 con un récord de 9-1. Tras vencer en semifinales a un diezmado Cruzados, llegaban a su tercer Tazón Austral al hilo, frente a un rival que no solo nunca habían enfrentado en esta instancia, sino que llegaba con la sed de no haber salido nunca campeones. Una final apasionante, con un resultado tan apretado y definición similar a aquella jugada en 2012; los piratas lograban vencer a sus pares de Osos Polares por 28-27, logrando no solo el pentacampeonato, sino su tercer título consecutivo.
El 2018 los vio disputar su sexta final en la historia, y cuarta consecutiva; pero también fue el primer Tazón Austral del cual salieron derrotados. Tras terminar primeros la temporada regular con un récord de 7-1-2, lograron imponerse fuertemente ante Osos Polares en la semifinal por 27-7. De la vereda de enfrente llegaba el segundo de la temporada regular, Jabalíes, tras un ajustado resultado ante Cruzados lograban acceder a la final por primera vez desde 2011. El resultado 27-14 en favor de los porcinos significó su primer triunfo desde 2006; mientras que los piratas cortaron su racha de 3 títulos obtenidos consecutivamente; pero igualando los records de Jabalíes y Tiburones de acceder a 4 Tazones Australes de manera consecutiva. 

Planteles
2006
Franquicias
Draft
Silveira, Lucas
Plantel
| Araque, Maximiliano | Casas, Maximiliano | Dibilio, Javier    | Dorosz, Diego         | Douineau, Germán |
| Fruscella, Alfredo  | Garnica, Nicolás   | Herrera, Guillermo | Leven, Federico       | Liatti, Cesar    |
| Mercevich, Mariano  | Montiel, Diego     | Nieto, Cesar       | Pérez Curiel, Joaquín | Seelig, Eduardo  |
| Seelig, Guillermo   | Schmid, Leonardo   | Silveira, Lucas    | Tomadoni, Adrián      | Zagni, Rodrigo   |
| ------------------- | ------------------ | ------------------ | --------------------- | ---------------- |
2007
Franquicias
Draft
Giaconne, Javier
Plantel
| Araque, Maximiliano   | Casas, Maximiliano | Dibilio, Javier  | Dorosz, Diego      | Fruscella, Alfredo |
| García Chiesa, Juan   | Garnica, Nicolás   | Giaconne, Javier | Heredia, Rubén     | Herrera, Guillermo |
| Leven, Federico       | Liatti, Cesar      | Malagrino, Guido | Mercevich, Mariano | Montiel, Diego     |
| Pérez Curiel, Joaquín | Seelig, Eduardo    | Schmid, Leonardo | Seelig, Guillermo  | Sesto, Juan Manuel |
| Silveira, Lucas       |                    | Tomadoni, Adrián |                    | Zagni, Rodrigo     |
| --------------------- | ------------------ | ---------------- | ------------------ | ------------------ |
2008
Franquicias
Draft
Poy, Federico
Plantel
| Alfano, Juan       | Araque, Maximiliano | Casas, Maximiliano | Dibilio, Javier    | Dorosz, Diego   |
| Fruscella, Alfredo | García Chiesa, Juan | Garnica, Nicolás   | Giaconne, Javier   | Heredia, Rubén  |
| Herrera, Guillermo | Liatti, Cesar       | Mercevich, Mariano | Montiel, Diego     | Poy, Federico   |
| Schmid, Leonardo   | Seelig, Eduardo     | Seelig, Guillermo  | Sesto, Juan Manuel | Silveira, Lucas |
| Tomadoni, Adrián   |                     |                    |                    | Zagni, Rodrigo  |
| ------------------ | ------------------- | ------------------ | ------------------ | --------------- |
2009
Franquicias
Draft
Denegri, Sebastian
Serlik, Fabian
Plantel
| Casas, Maximiliano | Dibilio, Javier     | Dorosz, Diego    | Mercevich, Mariano | Silveira, Lucas |
| Fruscella, Alfredo | García Chiesa, Juan | Garnica, Nicolás | Giaconne, Javier   | Heredia, Rubén  |
| Herrera, Guillermo | Schmid, Leonardo    | Montiel, Diego   | Poy, Federico      | Zagni, Rodrigo  |
| Seelig, Eduardo    | Seelig, Guillermo   |                  |                    |                 |
| ------------------ | ------------------- | ---------------- | ------------------ | --------------- |
2010
Franquicias
Elizalde, Juan Cruz
Gingis, Mauro
Draft
Ollea, Fernando
Pessina, Rodrigo
Falco, Agustín
López, Francisco
Plantel
| Casas, Maximiliano | Dibilio, Javier     | Dorosz, Diego       | Mercevich, Mariano | Silveira, Lucas |
| Fruscella, Alfredo | García Chiesa, Juan | Garnica, Nicolás    | Giaconne, Javier   | Heredia, Rubén  |
| Herrera, Guillermo | Schmid, Leonardo    | Montiel, Diego      | Poy, Federico      | Zagni, Rodrigo  |
| Seelig, Eduardo    | Seelig, Guillermo   | De Negri, Sebastián | Douineau, Germán   | Serlik, Fabián  |
| ------------------ | ------------------- | ------------------- | ------------------ | --------------- |
2011
Franquicias
Bazán, Pablo Alejando
Carman, Dante
Fiordaliso, Matías
Fragelli, Walter
Kouba, Tomás
Lee, Jung Hyun
Notaris Narbaitz, Federico
Velozo, Franco
Draft
Andreotti, Daniel
Mazzini, Facundo
Pessina, Santiago
Romoli, Maximiliano
Plantel
| Casas, Maximiliano | Dibilio, Javier     | Dorosz, Diego  | Mercevich, Mariano  | Gingis, Mauro  |
| Fruscella, Alfredo | García Chiesa, Juan | Heredia, Rubén | Elizalde, Juan Cruz |                |
| Herrera, Guillermo | Schmid, Leonardo    | Poy, Federico  | Zagni, Rodrigo      | Olea, Fernando |
| Seelig, Eduardo    | Seelig, Guillermo   | Serlik, Fabián | Falco, Agustín      |                |
| ------------------ | ------------------- | -------------- | ------------------- | -------------- |

### Records
| Records Corsarios (2012 - presente) |              |                         |                             |
| Líder                               | Jugador      | Récord                  | Años jugados para Corsarios |
| ----------------------------------- | ------------ | ----------------------- | --------------------------- |
| Pasando                             | Federico Poy | 2.465 yardas de pase    | 2008-presente               |
| Corriendo                           | Federico Poy | 4.631 yardas corriendo  | 2008-presente               |
| Recibiendo                          | Tomas Kouba  | 1.120 yardas recibiendo | 2011-presente               |
| Victorias del entrenador            | Cesar Liatti | 40 victorias            | 2006-presente               |

## Actualidad
Head Coach 2021
Liatti, Cesar
Coach Defensivo 2020
Mazzini, Facundo
Capitanes 2021
Miguel Lopez Gaudiero
Santiago Pessina
Tomás Kouba
Pablo Scarnato

## Plantel 2021
3   Lopez Gaudiero, Miguel (QB)
7   Paredes, Henry (CB)
10  Paredes, Gonzalo (WR-K)
16  Rumbola, Claudio (RB)
24  Musso, Gonzalo (RB)
30  Eula, Rodrigo (RB)
33  Schrobback, Alejandro (LB)
43  Benitez, Lisandro (CB)
47  Hernandez, Diego (CB)
48  Castro, Francesco (CB)
50  Martin y Herrera, Miguel (LB)
54  Elizalde, Juan Cruz (TE-FB)
55  Pessina, Santiago (LB)
56  Fernandez, Tomás (LB)
65  González, Nicolás (DT)
66  Aldacourrou, Marcelo (C)
68  Gallo, Rigoberto (C-G)
72  Roldan, Gabriel (TE)
73  Garcia Novak, Leandro (G)
75  Luna, Martín (DE)
77  Casas Maximiliano (WR-QB)
81  Favelukes, Agustín (WR)
83  Kouba, Tomás (WR-CB)
88  Scarnato, Pablo (DE)
90  Marchesi, Joaquín (DT)
92  Ibañez, Ezequiel (G)
93  Sánchez, Nicolás (DT)
96  Asperes, Gaston (DE)
98  Caruso, Tomas (G)
99  Acuña, Luis (DT)